# Waldemar Wawrzyniak
Waldemar Mieczysław Jan Wawrzyniak (ur. 7 sierpnia 1937 w Kamionkach, zm. 28 stycznia 2023 we Wrocławiu) – polski architekt, dr hab. inż.

## Życiorys
Jego rodzicami byli Mieczysław i Elżbieta. Był absolwentem Politechniki Wrocławskiej, 26 lutego 1976 uzyskał doktorat za pracę pt. Próba opracowania optymalnego programu użytkowego oraz układu funkcjonalnego obiektów sprzedaży samoobsługowej o preselekcyjnej w ośrodku miejskim, 7 lipca 1999 otrzymał stopień doktora habilitowanego za pracę pt. Sacrum w architekturze.
Został zatrudniony na stanowisku profesora w Instytucie Architektury Krajobrazu na Wydziale Matematycznym i Przyrodniczym Katolickim Uniwersytecie Lubelskim Jana Pawła II, oraz w Zakładzie Architektury Użyteczności Publicznej na Wydziale Architektury Politechniki Wrocławskiej.
Był kierownikiem Zakładu Architektury Użyteczności Publicznej Wydziału Architektury Politechniki Wrocławskiej. Awansował na stanowisko profesora uczelni w Katedrze Architektury i Urbanistyki na Wydziale Architektury i Wzornictwa Uniwersytetu Artystycznego w Poznaniu.
Był członkiem Rady Dolnośląskiej Okręgowej Izby Architektów RP IV i V kadencji.

## Ważniejsze projekty

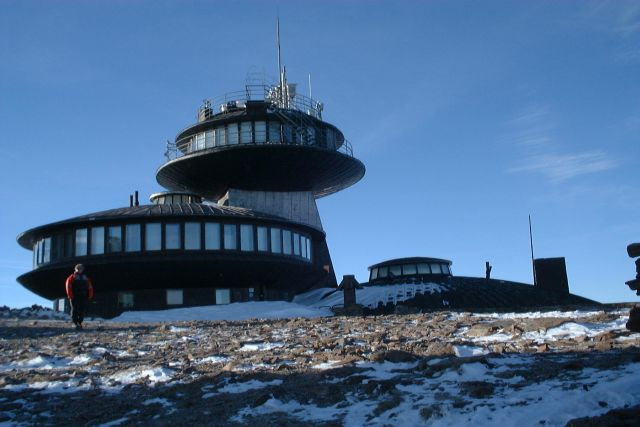
Obserwatorium meteorologiczne na Śnieżce

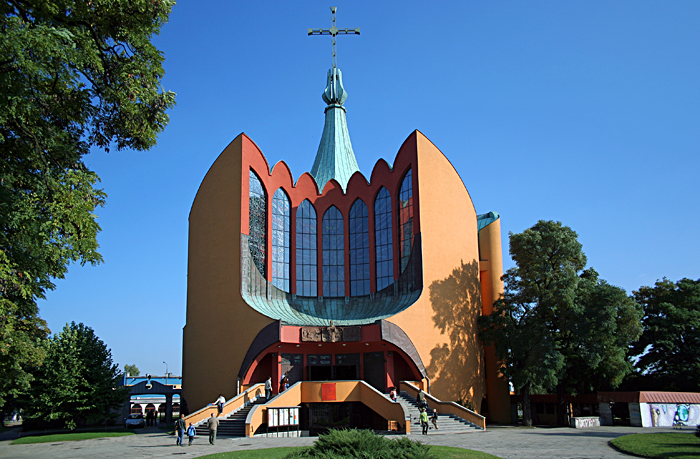
Kościół Ducha Świętego we Wrocławiu

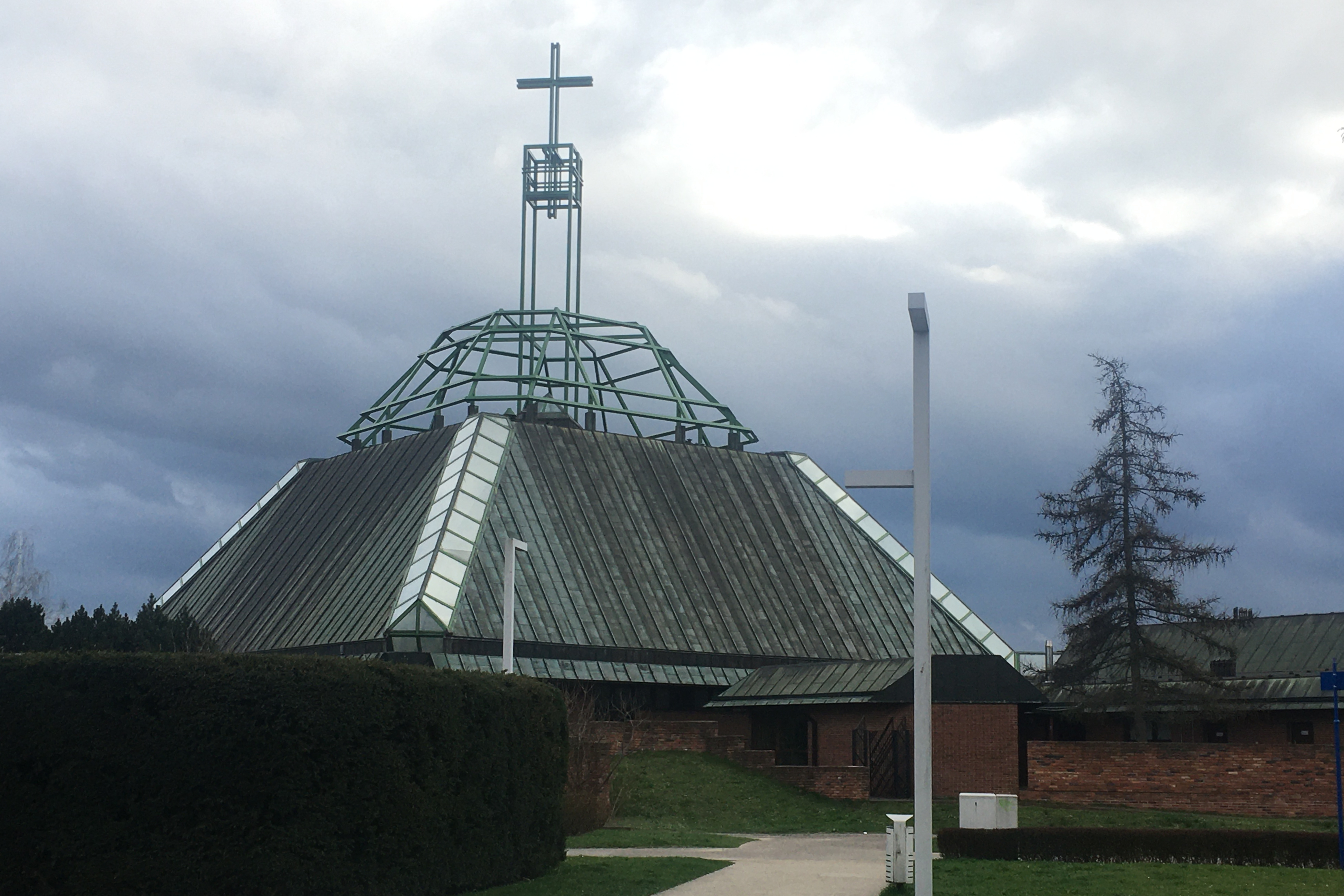
Zjednoczony Kościół Ewangelicki Zbór Antiochia we Wrocławiu

- obserwatorium meteorologiczne na Śnieżce (1959–1964) – współautor Witold Lipiński[4];
- kościół Ducha Świętego we Wrocławiu (1973–1984) – współautorzy: Tadeusz Zipser, Jerzy Wojnarowicz[4];
- Zjednoczony Kościół Ewangeliczny we Wrocławiu – współautor Barbara Wawrzyniak; współpraca Ryszard Kożuch[4];
- amfiteatr w Lądku Zdroju[4].